# Вайра
Вайра (нім. Weira) — громада в Німеччині, розташована в землі Тюрингія. Входить до складу району Заале-Орла. Складова частина об'єднання громад Оппург.
Площа — 14,83 км2. Населення становить 384 ос. (станом на 31 грудня 2021).